# Базис (банк)
Базис — Акціонерний комерційний банк, головний офіс якого розташований у місті Харків.

## Історія банку
- 15 листопада 1991 року за рахунок пайових внесків п'яти засновників — фізичних осіб був створений комерційний банк «Базис» у формі товариства з обмеженою відповідальністю.
- 15 квітня 1992 року комерційний банк «Базис» був зареєстрований Національним банком України в Республіканській книзі реєстрації банків, валютних бірж й інших фінансово-кредитних установ під № 103.
- 26 вересня 1994 року з метою стимулювання підприємницької діяльності, розвитку ринкових стосунків в економіці України за допомогою забезпечення суб'єктів підприємницької діяльності і громадян банківськими послугами комерційний банк шляхом реорганізації перетворений у акціонерний комерційний банк «Базис» у формі відкритого акціонерного товариства.
- У травні 1995 року до складу АКБ «Базис» як самостійний структурний підрозділ ввійшла колишня філія Харківського інвестиційного комерційного банку по розвитку легкою промисловості «Інтербудбанк», який у 2001 році перейменований в Першу Харківську філію акціонерного комерційного банку «Базис».

Нові можливості для розширення сфери банківської діяльності, подальшого розвитку і просування вперед надав банку вихід на ринки інших регіонів — у 2003 році почала працювати філія в м. Дніпропетровську, в 2004 році — філія в м. Києві.
АТ «Інвестор» — засновник і власник контрольного пакету акцій банку (50,55% статутного капіталу).

## Керівні органи банку

### Наглядова рада
| ПІБ                           | Посада                                           |
| ----------------------------- | ------------------------------------------------ |
| Котвицький Ігор Олександрович | Президент, голова наглядової ради                |
| Гайовий Геннадій Іванович     | Віце-президент, заступник голови наглядової ради |
| Лисенко Микола Дмитрович      | Член наглядової ради                             |
| Моркотонов Ігор Віталійович   | Член наглядової ради                             |
| Переєденко Андрій Євгенович   | Член наглядової ради                             |

### Правління
| ПІБ                             | Посада                             |
| ------------------------------- | ---------------------------------- |
| Рябоконь Станіслав Анатолійович | Голова правління                   |
| Авакова Інна Дмитрівна          | Заступник голови правління         |
| Трухан Володимир Феодосійович   | Заступник голови правління         |
| Кріль Тарас Юрійович            | Заступник голови правління         |
| Сіренко Світлана Сергіївна      | Заступник голови правління         |
| Сєнічкіна Ірина Володимирівна   | Член правління, головний бухгалтер |
| Діденко Ігор Володимирович      | Член правління                     |
| Сенчєнков Юрій Олегович         | Член правління                     |
| Ступницька Віра Федосіївна      | Голова ревізійної комісії          |

## Ліцензії
- Ліцензія Національного банку України від 20 жовтня 2011 року № 34 і Дозвіл з доповненнями до нього № 34 від 20 жовтня 2011 року.
- Ліцензія ДКЦП ФР від 30 жовтня 2009 року серії АВ № №493158 на здійснення професійної діяльності на ринку коштовних паперів: брокерська діяльність.
- Ліцензія ДКЦП ФР від 30 жовтня 2009 року серії АВ 493159 на здійснення професійної діяльності на ринку цінних паперів: ділерська діяльність.
- Ліцензія ДКЦП ФР від 30 жовтня 2009 року серії АВ 493160 на здійснення професійної діяльності на ринку цінних паперів: андеррайтинг.
- Ліцензія ДКЦП ФР від 30 жовтня 2009 року серії АВ 493156 на здійснення професійної діяльності на ринку цінних паперів: депозитарна діяльність зберігача цінних паперів.

## Членство у асоціаціях і міжнародних організаціях
- MasterCard International, афілійований член;
- SWIFT
- REUTERS
- Асоціація українських банків
- Харківський банківський союз
- Професійна асоціація реєстраторів і депозитаріїв
- Українська міжбанківська валютна біржа
- Український кредитно-банківський союз
- Асоціація «Перша фондова торговельна система»
- Фонд гарантування вкладів фізичних осіб
- Торгово-промислова палата України
- Харківська торгово-промислова палата

## Основні показники банківської діяльності

### Власний капітал банку
| Рік  | Власний капітал, тис. ₴ | До попереднього періоду, % | Власний капітал, тис. $ |
| ---- | ----------------------- | -------------------------- | ----------------------- |
| 1999 | 12 530,1                |                            | 2 402,1                 |
| 2000 | 21 269,6                | 169,75                     | 3 913,8                 |
| 2001 | 25 868,9                | 121,62                     | 4 882,3                 |
| 2002 | 30 629,8                | 118,40                     | 5 744,1                 |
| 2003 | 40 305,3                | 131,59                     | 7 559,8                 |
| 2004 | 46 303,7                | 114,88                     | 8 727,7                 |
| 2005 | 59 608,1                | 128,73                     | 11 803,6                |
| 2006 | 74 944,0                | 125,73                     | 14 840,4                |
| 2007 | 117 855,0               | 157,26                     | 23 337,6                |

### Чисті активи банку
| Рік  | Активи, тис. ₴ | До попереднього періоду, % | Активи, тис. $ |
| ---- | -------------- | -------------------------- | -------------- |
| 1999 | 22 224,9       |                            | 4 260,7        |
| 2000 | 84 642,3       | 380,85                     | 15 575,0       |
| 2001 | 119 328,8      | 140,98                     | 22 521,2       |
| 2002 | 155 190,2      | 130,05                     | 29 103,3       |
| 2003 | 225 467,4      | 145,29                     | 42 289,7       |
| 2004 | 306 890,4      | 136,11                     | 57 844, 9      |
| 2005 | 490 542,4      | 159,84                     | 97 137,1       |
| 2006 | 674 034,7      | 137,41                     | 133 472,2      |
| 2007 | 967 091,5      | 143,48                     | 191 503,3      |

### Кількість клієнтів банку
| Рік  | Юридичні особи | Фізичні особи |
| ---- | -------------- | ------------- |
| 2000 | 727            | 184           |
| 2001 | 975            | 487           |
| 2002 | 1 035          | 3 096         |
| 2003 | 1 773          | 3 995         |
| 2004 | 2 453          | 8 290         |
| 2005 | 3 241          | 12 260        |
| 2006 | 3 849          | 14 598        |
| 2007 | 4 710          | 17 360        |

## Платіжні системи
Банк випускає платіжні картки MasterCard. Кількість банкоматів 37, з них 2 у Києві, 2 у Полтаві, інші у Харкові і Харківській області.

## Інформація про власників істотної участі
| Повне найменування юридичної особи, ПІБ фізичної особи | Країна власника | Пряма участь у статутному капіталі, % | Опосередкована участь у статутному капіталі, % |
| ------------------------------------------------------ | --------------- | ------------------------------------- | ---------------------------------------------- |
| АТ «ІНВЕСТОР»                                          | Україна         | 50,5540                               | 42,6980                                        |
| Переіденко Андрій Євгенович                            | Україна         | 0,0070                                | 92,0060                                        |
| ТОВ «ІНВЕСТОР-ФОНД»                                    | Україна         | 41,4510                               | 0,0000                                         |
| Моркотонов Ігор Віталійович                            | Україна         | 0,0650                                | 50,6910                                        |
| Аваков Арсен Борисович                                 | Україна         | 0,5120                                | 52,2490                                        |
| Гайовий Геннадій Іванович                              | Україна         | 0,2700                                | 92,0050                                        |